# 落下する夕方
『落下する夕方』（らっかするゆうがた）は、合津直枝監督、原田知世主演による1998年の日本映画。江國香織の小説を原作とする。同年の第48回ベルリン国際映画祭正式招待作品。

## ストーリー
坪田リカ（梨果）は同棲して8年（映画版では4年）になる恋人・薮内健吾から突然別れを告げられる。健吾は別に好きな人が出来たという。現実を受け止められないリカは、健吾をひたすら待ち続ける。しかし、そこへ健吾が好きになったという根津華子という女がリカのところへころがりこみ住みついてしまう。すると華子を追って健吾もリカのところへ来るようになる。奇妙な3人の生活が始まるのであった。

## キャスト
- 坪田リカ：原田知世
- 薮内健吾：渡部篤郎
- 根津華子：菅野美穂
- 涼子：国生さゆり
- 中島：大杉漣
- 和菓子屋の店主：岡本信人
- 直人：田邊季正
- 可南子：春名美咲
- 老夫：村上冬樹
- 老妻：橋本菊子
- 柴田亜紀子：初瀬かおる
- 美容師：阿知波悟美
- ほか弁屋の客：浅野忠信
- 重藤：日比野克彦
- 坪田正枝：木内みどり
- 柴田：中井貴一

## スタッフ
- 原作：江國香織
- 監督・脚本：合津直枝
- 製作：合津直枝、鍋島壽夫
- プロデューサー：合津直枝、当摩寿史
- 音楽：西村由紀江
- 音楽プロデューサー：伊藤圭一
- 挿入歌：BONNIE PINK「It's gonna rain!」「Heaven's Kitchen」
- 撮影：中堀正夫
- 記録：生田透子
- 照明：丸山文雄
- 録音：木村瑛二
- 美術：富田麻友美
- スタイリスト：佐藤久美、小柳真樹、平尾俊
- 編集：大島ともよ
- 音響効果：佐々木英世
- 助監督：佐野智樹
- スチール：田村玲央奈
- 製作担当：石田基紀
- 製作：松竹、テレビマンユニオン、衛星劇場
- 配給：松竹

## 受賞歴
- 日本インディペンデント映画祭・優秀新人監督賞（現・新藤兼人賞・銀賞）：合津直枝
- 高崎映画祭・最優秀主演女優賞：原田知世 菅野美穂

## 海外映画祭
- 第48回ベルリン国際映画祭／パノラマ部門正式招待
- 第22回香港国際映画祭／正式招待
- 第33回カルロヴィ・ヴァリ国際映画祭／コンペティション部門正式出品
- 第22回モントリオール国際映画祭／今日の映画部門正式招待
- 第3回釜山国際映画祭／アジアの女性監督特集部門正式招待
- 第34回シカゴ国際映画祭／コンペティション部門正式出品

## ビデオ
- 『落下する夕方』VHS（1999年9月21日発売　松竹ホームビデオ　SF-9499）
- 『落下する夕方』DVD（2002年6月25日発売　松竹ホームビデオ）
- 『落下する夕方』DVD（2012年1月25日発売　SHOCHIKU Co,Ltd）